# Psathyrophlyctis serpentaria
Psathyrophlyctis serpentaria — вид грибів, що належить до монотипового роду Psathyrophlyctis.